# Jan Burgers
Johannes (Jan) Martinus Burgers (13. ledna 1895 Arnhem – 6. června 1981 Washington) byl nizozemský fyzik. Burgers studoval na univerzitě v Leidenu pod vedením Paula Ehrenfesta, kde získal doktorát v roce 1918. Je označován jako otec tzv. Burgersovy rovnice, Burgersova vektoru v teorii dislokací a Burgersova materiálu v oboru viskoelasticity.
Jan Burgers byl jeden ze spoluzakladatelů International Union of Theoretical and Applied Mechanics (IUTAM) (tj. Mezinárodní svaz teoretické a aplikované mechaniky) v roce 1946 a působil i jako jeho generální tajemník v letech 1946–1952.